# Moonta
Moonta – miasto w Australii, w stanie Australia Południowa.